# Malle Babbe (schilderij)

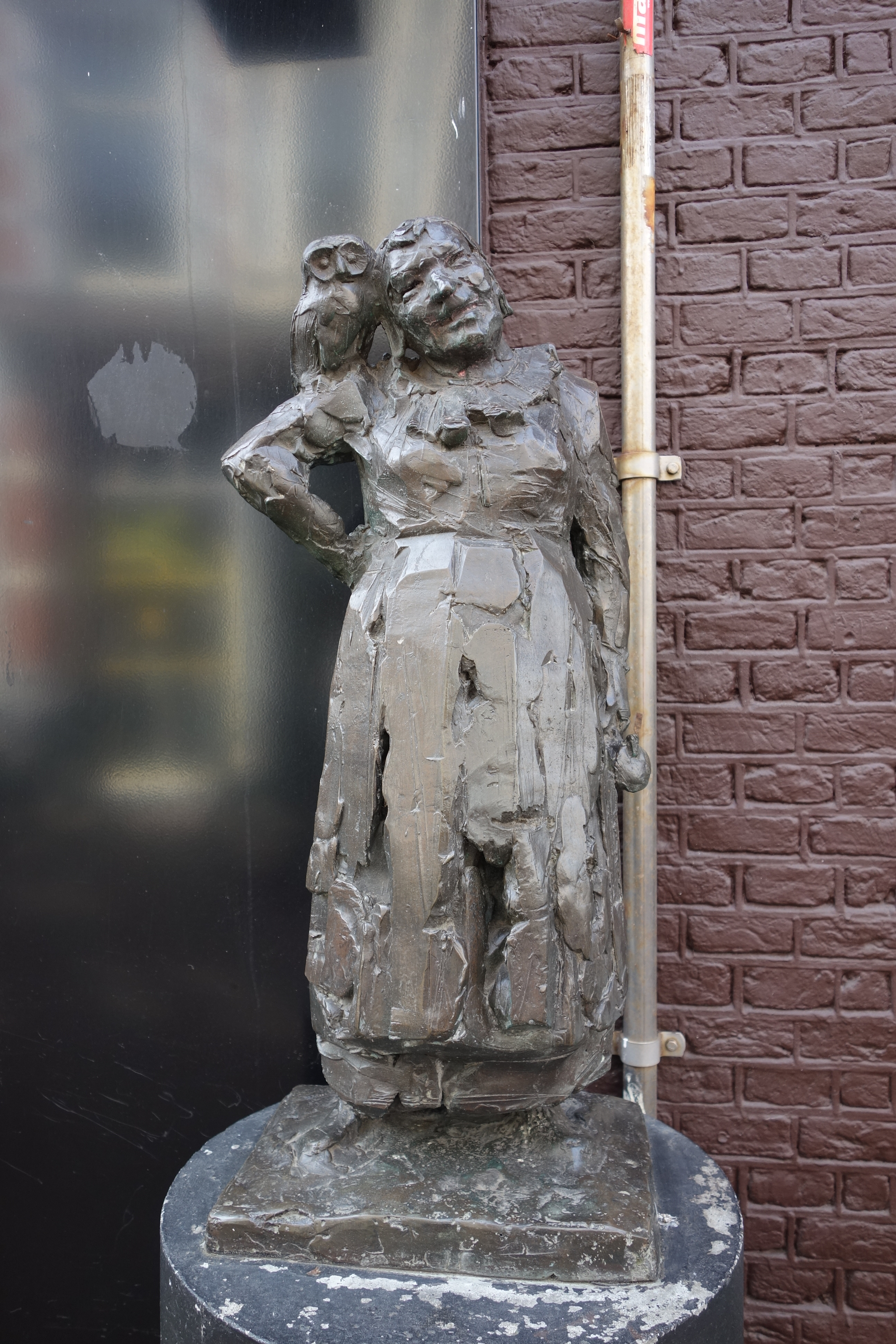
Malle Babbe door Kees Verkade, 1978

Malle Babbe is een schilderij van de in Antwerpen geboren schilder Frans Hals dat in de periode 1633 – 1635 is gemaakt. Het behoort tot de collectie van de Berlijnse Gemäldegalerie en is eigendom van de Stiftung Preußischer Kulturbesitz. Het is ook onder de namen Hille Bobbe en de Heks van Haarlem bekend.

## Schilderij
Het schilderij meet 78,5 × 66,2 cm en toont het borstbeeld van een oudere lachende vrouw, die aan de hoek van een tafel zit. Met haar rechterhand houdt de vrouw de greep van een metalen bierkroes vast, die op tafel staat. Het deksel van de kroes is geopend. Op de linkerschouder van de vrouw zit een uil. De kleding van de vrouw is eenvoudig en komt overeen met de mode rond 1630. Het gezicht is door de lach en de toegeknepen ogen in een grimas veranderd. De manier van schilderen is ongebruikelijk voor de 17e eeuw en lijkt meer op die van de impressionisten uit de 19e eeuw.
Gedurende enige tijd is het schilderij eigendom geweest van Lucas Stokbroo, een groot verzamelaar uit Hoorn, Noord-Holland. Stokbroo heeft het schilderij met ruim 2000 andere werken in zijn bezit gehad en tentoongesteld in zijn privémuseum.

## Naam
Door het niet juist lezen van een inscriptie Malle Babbe van Haerlem … Frans Hals aan de binnenkant van de schilderijlijst als Hille Bobbe stond het schilderij lange tijd onder die onjuiste naam bekend. Door de gelaatsuitdrukking van de vrouw stond het ook bekend als De heks van Haarlem, maar gezien de onderwerpkeuze van Frans Hals bij zijn andere schilderijen gaat het waarschijnlijk om een kroegscène.

## De echte Malle Babbe
Uit onderzoek in het gemeentearchief van Haarlem bleek dat er ook een echte Malle Babbe heeft bestaan, iets wat later bevestigd zou worden door middel van documenten uit het Noord-Hollands archief. Haar naam was Barbara Claes en ze was sinds 1646 opgenomen in het arbeidshuis, omdat zij verstandelijk gehandicapt was. Waarschijnlijk leed ze aan cretinisme, een schildklierafwijking die toen leidde tot dwerggroei. Ze overleed in 1663; het is onbekend hoe oud ze is geworden. Ook Pieter Hals, een zoon van Frans Hals, is opgenomen geweest in het arbeidshuis. Onbekend is of Frans Hals Malle Babbe heeft ontmoet; het schilderij is volgens Hals-kenners zo'n 10 jaar voor haar overlijden geschilderd.
De uil is door Hals waarschijnlijk pas later aangebracht en slaat mogelijk op het oud-Nederlandse gezegde "Zoo beschonken als een uil".

## Afgeleide werken
Er zijn verschillende kunstenaars die door het schilderij geïnspireerd zijn geraakt en een afgeleid werk hebben gemaakt:

### Gespiegeld schilderij
Het Metropolitan Museum of Art in New York is in het bezit van een nagenoeg identiek schilderij in spiegelbeeld. Het is niet duidelijk wie de maker van dit schilderij is. In het verleden werd het ook aan Frans Hals toegeschreven, maar tegenwoordig denkt men dat het mogelijk van een leerling van Frans Hals is.

### Sculptuur van Kees Verkade
Een bronzen sculptuur van Malle Babbe is te vinden in de Barteljorisstraat in Haarlem, het beeld is uit 1978 en is van Kees Verkade. Verkade heeft Malle Babbe afgebeeld gelijkend op de figuur op het schilderij van Frans Hals.

### LiedMalle Babbe
In 1970 had Adèle Bloemendaal een nummer genaamd Malle Babbe, met de muziek van Boudewijn de Groot en de tekst van de uit Haarlem afkomstige Lennaert Nijgh.
In 1973 had Rob de Nijs een hit met het lied Malle Babbe; hetzelfde nummer als dat van Bloemendaal, hoewel aangepast op essentiële vlakken.
Malle Babbe wordt in beide liederen afgeschilderd als een prostituee; in de versie van De Nijs als een prostituee die hij begeert, in Bloemendaals versie wordt dit nummer gezongen in de ik-vorm.